# Cristín Cibils
Cristín Eugenio Cibils González (Assunção, 13 de março de 1956) é um ex-futebolista profissional paraguaio, que atuava como zagueiro atuando em 8 jogos da Copa América de 1979, na seleção campeã da competição.[carece de fontes?]
Em 19 de outubro de 2016, ele foi distinguido com a Medalha de Mérito Domingo Martínez de Irala pela Câmara Municipal da cidade de Assunção, juntamente com seus colegas da seleção paraguaia pelo título de campeão conquistado na Copa América de 1979.